# Watertoren (Zuidzijde)
De watertoren in Zuidzijde, gemeente Goeree-Overflakkee, in de Nederlandse provincie Zuid-Holland, wordt ook wel watertoren van Den Bommel genoemd. De toren, gebouwd in 1934, was noodzakelijk op Goeree-Overflakkee met de komst van de drinkwaterleiding. De toren is door voormalig minister Van Karnebeek in gebruik gesteld.
De toren, gemaakt van gewapend beton, is ontworpen door de ingenieurs van de Mabeg. De toren was afgedekt met een koperen koepel.
De toren heeft een hoogte van 44 meter en bevat twee waterreservoirs, met elk een inhoud van 200 m3. Hierdoor kan de toren worden gereinigd zonder de toren uit te schakelen. De bodem van de reservoirs ligt op 28,70 meter boven het NAP.
De watertoren is buiten werking gesteld, verkocht aan een particulier en verbouwd tot woning.